# Hamadryas sempervivoides
Hamadryas sempervivoides là một loài thực vật có hoa trong họ Mao lương. Loài này được Sprague miêu tả khoa học đầu tiên năm 1902.